# Edentiella
Edentiella  is een geslacht van weekdieren uit de klasse van de Gastropoda (slakken).

## Soorten
- Edentiella bakowskii (Poliński, 1924)
- Edentiella bielzi (E. A. Bielz, 1860)
- Edentiella edentula (Draparnaud, 1805)
- Edentiella filicina (L. Pfeiffer, 1841)
- Edentiella leucozona (C. Pfeiffer, 1828)
- Edentiella lurida (C. Pfeiffer, 1828)
- Edentiella subtecta (Poliński, 1929)